# NGC 6851B
NGC 6851B is een balkspiraalstelsel in het sterrenbeeld Telescoop. Het hemelobject werd op 5 september 1836 ontdekt door de Britse astronoom John Herschel.

## Synoniemen
- ESO 233-23
- FGCE 1429
- PGC 64082